# Isla Dundas (Columbia Británica)
La Isla Dundas (en inglés: Dundas Island) es una isla en la costa norte de la Columbia Británica, Canadá, en el lado oeste de Chatham Sound, al noroeste de Prince Rupert. Es la más grande de un grupo de islas conocidas como Archipiélago de Dundas.

## Historia
En Far West Point, donde ahora se encuentra la reserva india de los tsimshian, en 2006 se encontraron rastros de actividad humana del octavo y noveno milenio antes de Cristo. Tradicionalmente, tanto los haida como los tsimshian y los tlingit navegaban por la región alrededor de la isla. Allí recogían algas y pescaban fletán.
La isla y su archipiélago fueron nombrados en 1792 por el Capitán George Vancouver en honor a Henry Dundas (1742–1811), Tesorero de la Marina Real británica, 1783–1801, a quien se le concedió el título de vizconde de Melville en 1802 y también fue nombrado barón Dunira. Vancouver percibió originalmente que las islas Dundas eran una sola isla a la que llamó Isla Dundas. Entre las islas más pequeñas del grupo se encuentran la isla del Barón, la isla Dunira, la isla Melville y otras pequeñas islas e islotes en el lado oeste de Chatham Sound entre los pasajes Brown y Caamaño. Un diccionario geográfico de 1843 ya mencionaba la isla con el nombre de Isla Dundas, pero no proporciona nada más que las coordenadas aproximadas.
En 1810, una flota rusa al mando del capitán Iván Kuskov, acompañada por el barco estadounidense O'Cain al mando de J. Winship, navegó hacia el sur a lo largo de la costa de la isla Dundas, donde fueron atacados por los tsimshian o tlingit. El capitán estadounidense Samuel Hill, que se encontraba con su bergantín Otter cerca de Dundas, amenazó a los rusos con aliarse con los indios si les permitían entablar una batalla abierta con los tsimshian. Los rusos volvieron a navegar hacia el norte con 1.400 pieles de nutria.
La isla Dundas de Nunavut, en el norte de Canadá, también lleva el mismo nombre.
El hijo de Dundas, Robert Dundas, segundo vizconde de Melville, es el homónimo de la isla Melville en los Territorios del Noroeste y Nunavut, y también de la isla Melville en Australia, que fue el sitio del efímero Fuerte Dundas.